# Ataque a la Cárcel de Picaleña
El Ataque a la cárcel de Picaleña fue un ataque perpetrado por un comando guerrillero de las Fuerzas Armadas Revolucionarias de Colombia - Ejército del Pueblo (FARC-EP ) a la cárcel de Picaleña en Ibagué, capital del departamento del Tolima, el 26 de enero de 2005.

## Antecedentes
El 14 de enero de 2002, las FARC-EP  atacaron la cárcel de Picaleña y permitieron la fuga de 39 guerrilleros, como parte de una ofensiva guerrillera contra el gobierno, durante los diálogos de paz entre las FARC y el gobierno de Andrés Pastrana.
El 6 de febrero de 2004, el Departamento Administrativo de Seguridad (DAS), presentó dos informes a la dirección de la Penitenciaría Nacional de Picaleña en el que reportaban un presunto plan de las FARC-EP  contra la cárcel utilizando cilindros bombas y granadas.
Según el informe, los subversivos sacarían del patio 11, donde se encontraban 146 detenidos, a dos presuntos cabecillas de las FARC-EP , que purgaban condenas por más de 30 años de prisión por delitos de rebelión. El informe provenía de información que obtuvo el diario Tolima 7 días, cuando investigaba violaciones a los derechos humanos en la cárcel por requisas llevadas a cabo el 11, el 13, y el 29 de enero de 2004 por carceleros. Entre los hechos de violación de derechos humanos, es que en las celdas de números 23, 02 y 33, los guardias pintaron con grafitis letreros que decían: "AUC presente!". En las pesquisas, miembros del INPEC encontraron dentro del patio 11 un revólver, y en otro una libra de marihuana.

## El ataque
El ataque comenzó aproximadamente a las 9:00 PM (UTC-5). Inicialmente se pensó que las FARC-EP , dinamitó varias paredes de la cárcel y ayudaron a escapar a internos de las FARC-EP , aunque según el ministro del Interior y Justicia Sabas Pretelt de la Vega, las explosiones no se realizaron desde afuera de la cárcel como inicialmente se había pensado, sino ocasionadas por los presos desde el interior de la cárcel. Desde afuera solo disparaban ráfagas de fusil. Según el defensor regional del pueblo Jaime Gómez, algunos reclusos rompieron los barrotes de sus celdas y salieron hasta la cancha de fútbol, procurando alcanzar la calle a través de los boquetes que dejaron las explosiones.
Los guardias reaccionaron y dispararon dándole muerte a seis presos que intentaban huir. Lograron evitar que más de cien reclusos lograran escapar.
El ataque buscaba rescatar a miembros de las FARC-EP  que pagaban condenas en dicha cárcel. Como resultado del ataque hubo 7 muertos, 4 heridos y 21 guerrilleros presos fugados.
El reporte de inteligencia militar precisó que por lo menos 3 de las víctimas murieron dentro de la cárcel, mientras "las restantes perecieron o resultaron heridas cuando intentaban salir de la zona". Con esta fuga masiva de la cárcel de Picaleña, las FARC-EP  reactivaron su estrategia de sacar a sus militantes de las prisiones, además de la estrategia utilizada en el llamado "acuerdo humanitario". En seis años, han logrado sacar a más de 600.

## Reacción de la Fuerza Pública
De los 23 fugados, tres fueron recapturados, mientras el Ejército Nacional adelantó operativos para capturar a los demás. Los presos heridos durante el ataque fueron enviados a la unidad de urgencias del Hospital Federico Lleras Acosta.